# سفيان ثابت
سفيان ثابت إعلامي جزائري من مدينة قسنطينة. عمل في عدة قنوات إخبارية عربية وعالمية، منها قناة TRT عربي من إسطنبول، وراديو مونت كارلو الدولية، وقناة فرانس 24 بباريس، وقناة BBC عربي في لندن، والتلفزيون العربي، وقناة الغد العربي، وقناة الشرقية. وانضم عام 2019 إلى قناة الجزيرة في الدوحة قطر.

## البرامج التلفزيونية
- نشرة الأخبار.